# Сульфид празеодима(II)
Сульфид празеодима(III) — бинарное неорганическое соединение, 
соль металла празеодима и сероводородной кислоты
с формулой PrS,
кристаллы.

## Получение
- Сплавление стехиометрических количеств чистых веществ:

{\displaystyle {\mathsf {Pr+S\ {\xrightarrow {2230^{o}C}}\ PrS}}}

## Физические свойства
Сульфид празеодима(II) образует кристаллы 
кубической сингонии,
пространственная группа F m3m,
параметры ячейки a = 0,5727 нм, Z = 4,
структура типа хлорида натрия NaCl
.
Соединение плавится при температуре 2230°С
и имеет область гомогенности PrS0,75÷1.